# Одесский укреплённый район
83-й укреплённый район — Одесский (ОдУР) — воинская часть в РККА Вооружённых Сил СССР до и во время Великой Отечественной войны.

## История
В 1940 году в Одесском военном округе вдоль черноморского побережья в Одесской области Украинской ССР начались подготовительные работы по созданию 83-го укреплённого района — Одесского. Работы проводились в рамках приказа наркома обороны Маршала Советского Союза С. К. Тимошенко от 26 июня 1940.
В 1941 году проводилась рекогносцировка местности для сооружений Одесского УРа, планировалось 11 узлов обороны. Управление района находилось в г. Одесса.